# Bálteo (arquitetura)
Bálteo (em latim: balteus; pl. baltea), na arquitetura, Vitrúvio aplica o termo à faixa entalhada que normalmente circunda o pulvino do capitel jónico, parecendo comprimi-lo. Neste, encimando a coluna da ordem jónica clássica, as volutas emparelhadas numa moldura espiralada estão unidas por uma faixa decorativa à qual lhe é dada o nome bálteo.Entretanto, o termo ganhou outro significado, também este em sentido figurado, que se aplica à balaustrada ou muro que se ergue no precinto (praecinctio) de um anfiteatro. Em teatros e anfiteatros, o lance na área dos espectadores, na separação das diferentes menianos (maeniana), normalmente mais largo do que os lugares destinados às pessoas, e onde ninguém se poderia sentar, servia de patamar e facilitava a circulação interna do povo em todo o perímetro do edifício.
No Anfiteatro de Verona não havia bálteos propriamente ditos, mas antes um patamar mais estreito, o vigésimo oitavo a contar de baixo. No anfiteatro grego e romano, a cada sete lances de assentos havia um bálteo. No Teatro de Herculano, não existem bálteos, a menos que se possa atribuir tal significado aos primeiros cinco palmos de largura que se encontram no sopé dos três patamares superiores. No teatro de Pula, em Ístria, existiam duas divisões, cada uma, no geral, com sete ordens de assentos com um patamar entre eles.
No teatro, o precinto separa fisicamente as cáveas inferior e média, com dimensões mínimas, e representa a superfície de uma cimentação que serve também de elemento de sustentação para as estruturas inferiores da cávea média e como ponto de apoio do bálteo desta última. Na arena romana, dentro do pódio, numa extremidade do grande eixo do edifício eleva-se a plataforma pulvinar (pulvinar suggestus), onde se situava o trono do imperador. Na primeira ordem de degraus, escanos, sentavam-se os cônsules, os senadores, as vestais, os magistrados. Um pequeno muro, o bálteo, interpolado por portas ou nichos, e ricamente ornamentado com colunas e estátuas, separava o pódio do resto do anfiteatro. O degrau, que se seguia aos escanos, estava  destinado a sacerdotes, à cavalaria, tribunos civis e militares e a outras entidades secundárias.